# Еурибор
Еурибор или Европска међубанкарска стопа (енгл. Euro Interbank Offered Rate) представља дневну референтну каматну стопу по којој банке једна другој нуде новац за посуђивање на међубанкарском тржишту.

## Опсег
Користи се као референтна стопа за финансијске инструменте као што су
- камата на евро
- форвард уговори
- своп каматних стопа
- фјучерси

## Техничке особине
Еурибор одређује Европска банкарска федерација око 11:00 преподне по централноевропском времену. Представља филтрирани просек међубанкарских каматних стопа. Еурибор стопе су краткорочне тренутне каматне стопе. Обрачунавају се по принципу године од 360 дана.
Ако је Еурибор на годишњем нивоу на пример 4% то значи да банке једна другој посуђују новац по тој стопи. Клијентима посуђују новац по много већој стопи. Како расте Еурибор, тако расте и општи ниво каматних стопа у еурозони.